# Khon
A khon (thai nyelven โขน) egy thaiföldi táncos színi előadás, melyet dobszóval kísérnek. A khont hagyományosan maszkos férfiak adják elő, akiknek a maszk viselése miatt eltúlzott mozdulatokkal kell az egyes érzelmeket kifejezni. A khon akrobatikus táncelemeket is felvonultat. A maszkokat papírmaséból készítik. A khontáncosok képzése 10-11 éves korban kezdődik.